# Вірів (Мазовецьке воєводство)
Вірів (Своя мова: Вірово), (або Вирів, Вірув, пол. Wirów) — село в Польщі, у гміні Яблонна-Ляцька Соколівського повіту Мазовецького воєводства. Населення — 319 осіб (2011).

## Галерия

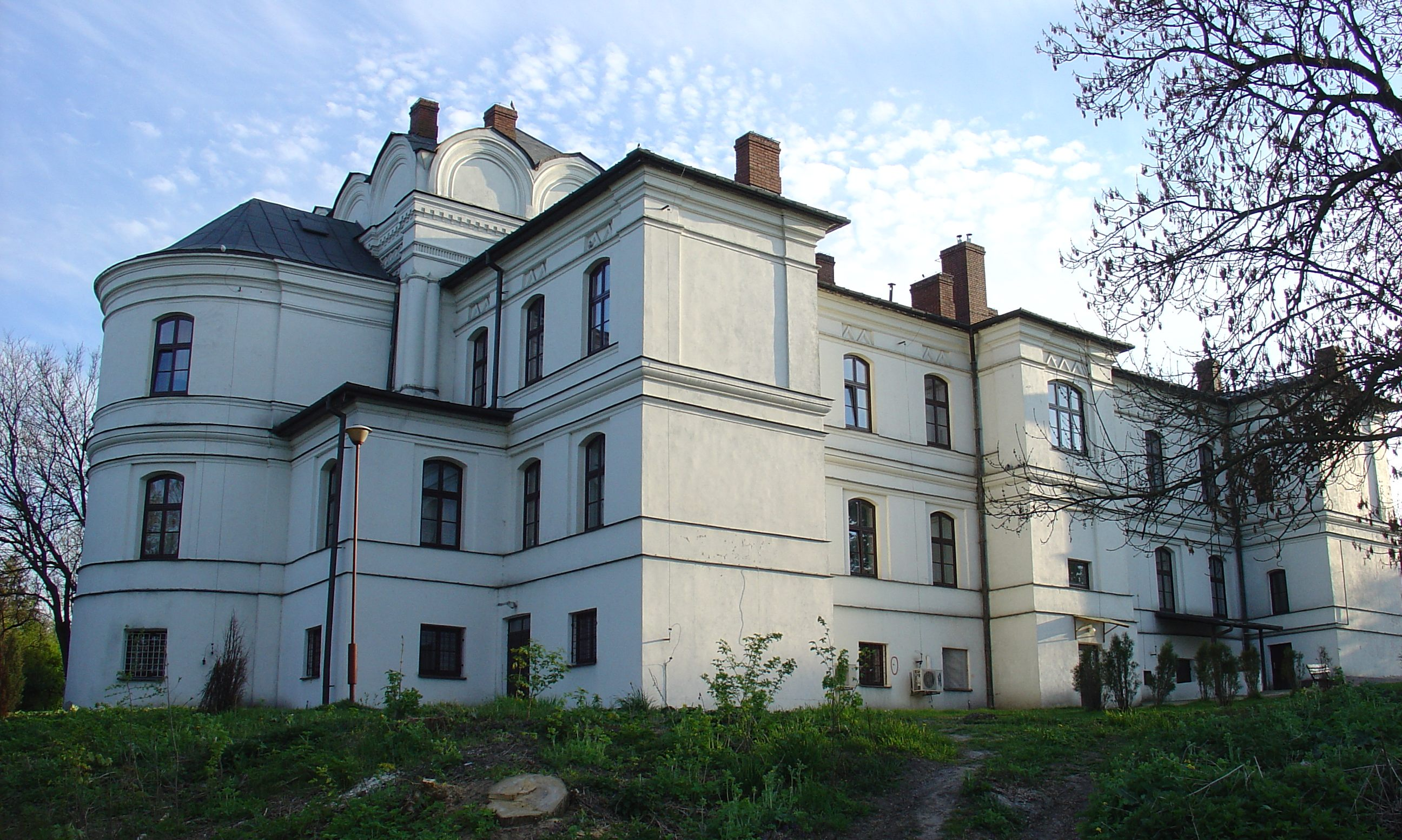
Монастир[pl]
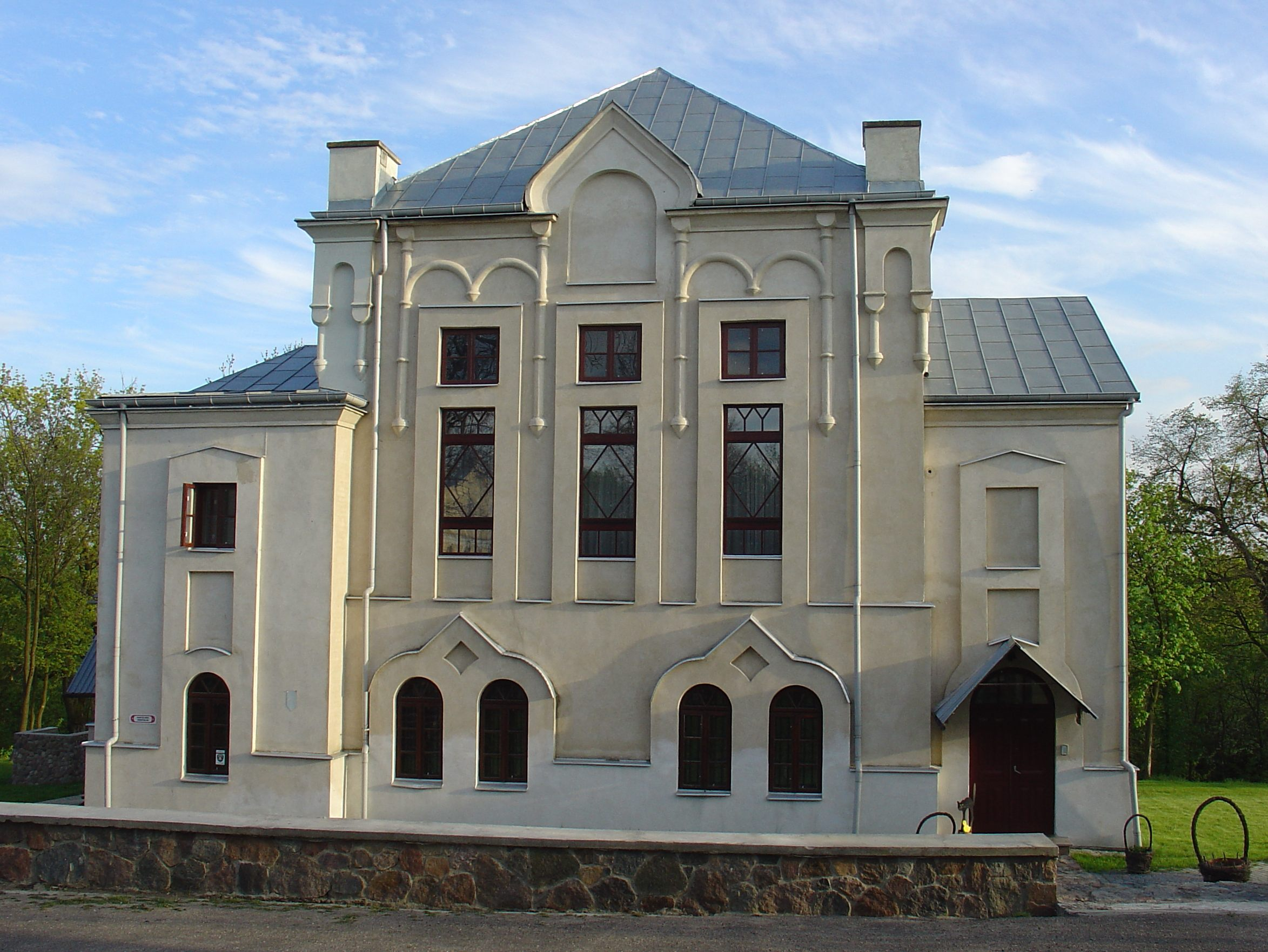
Православна церква
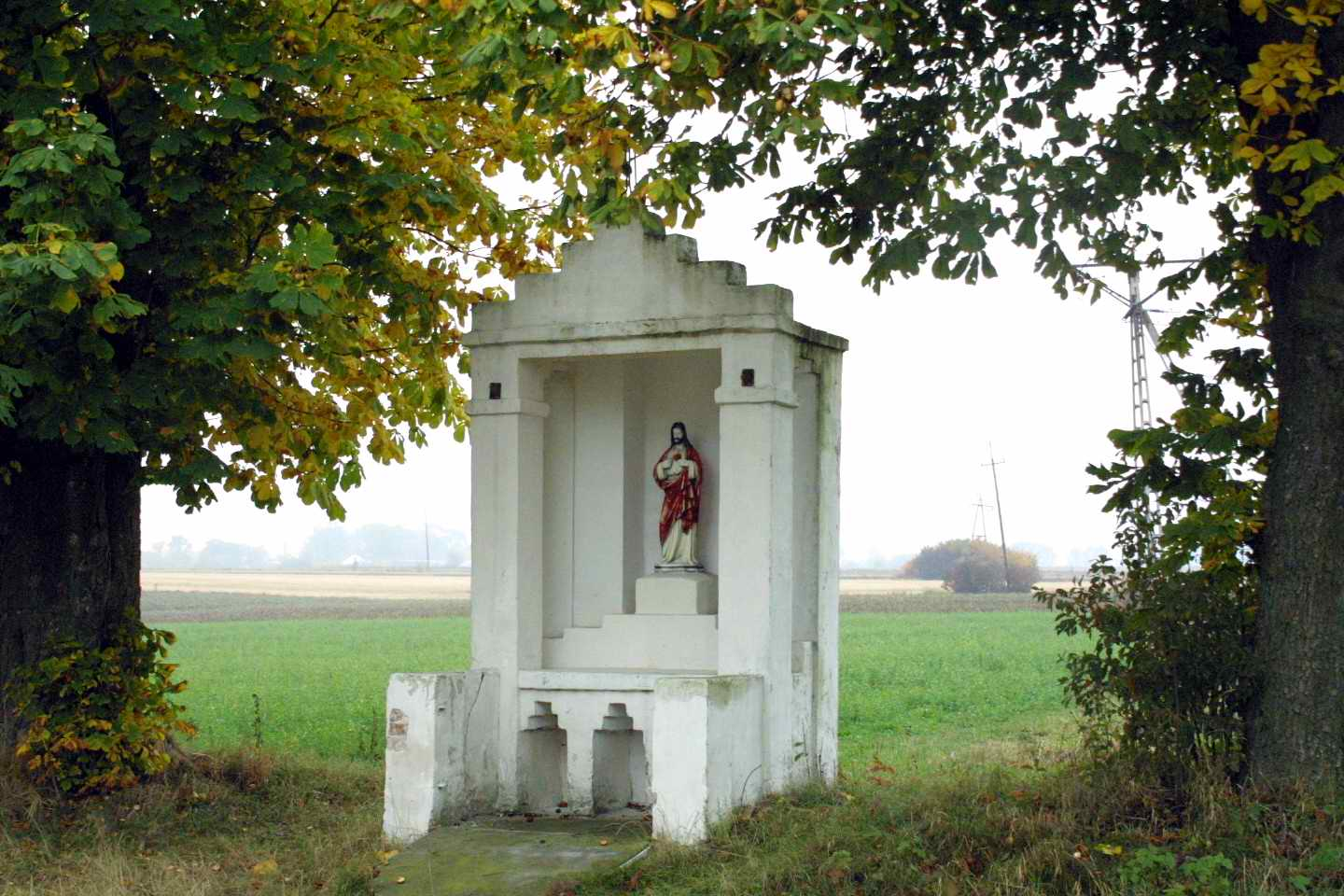
Каплиця
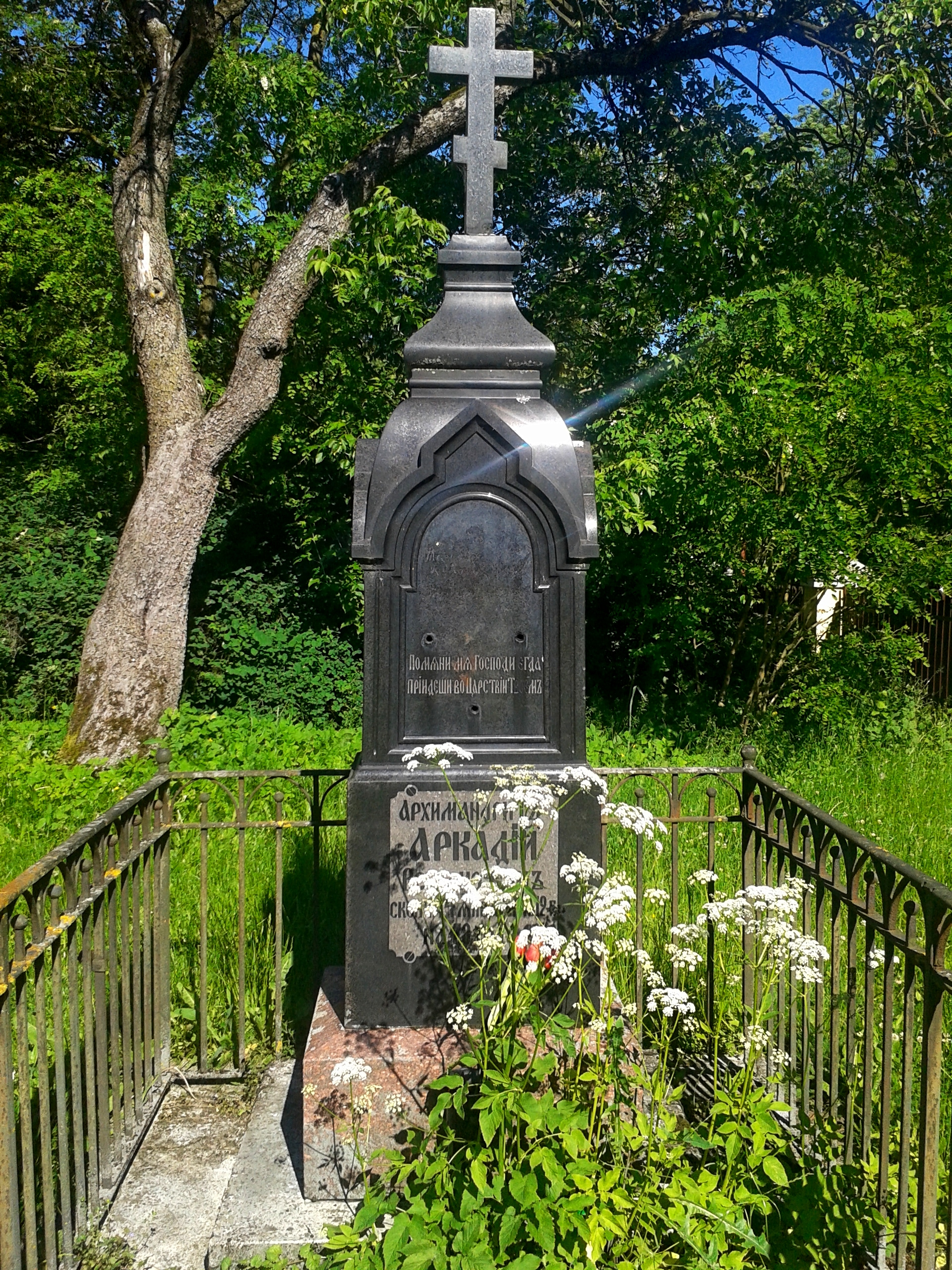
Православний хрест
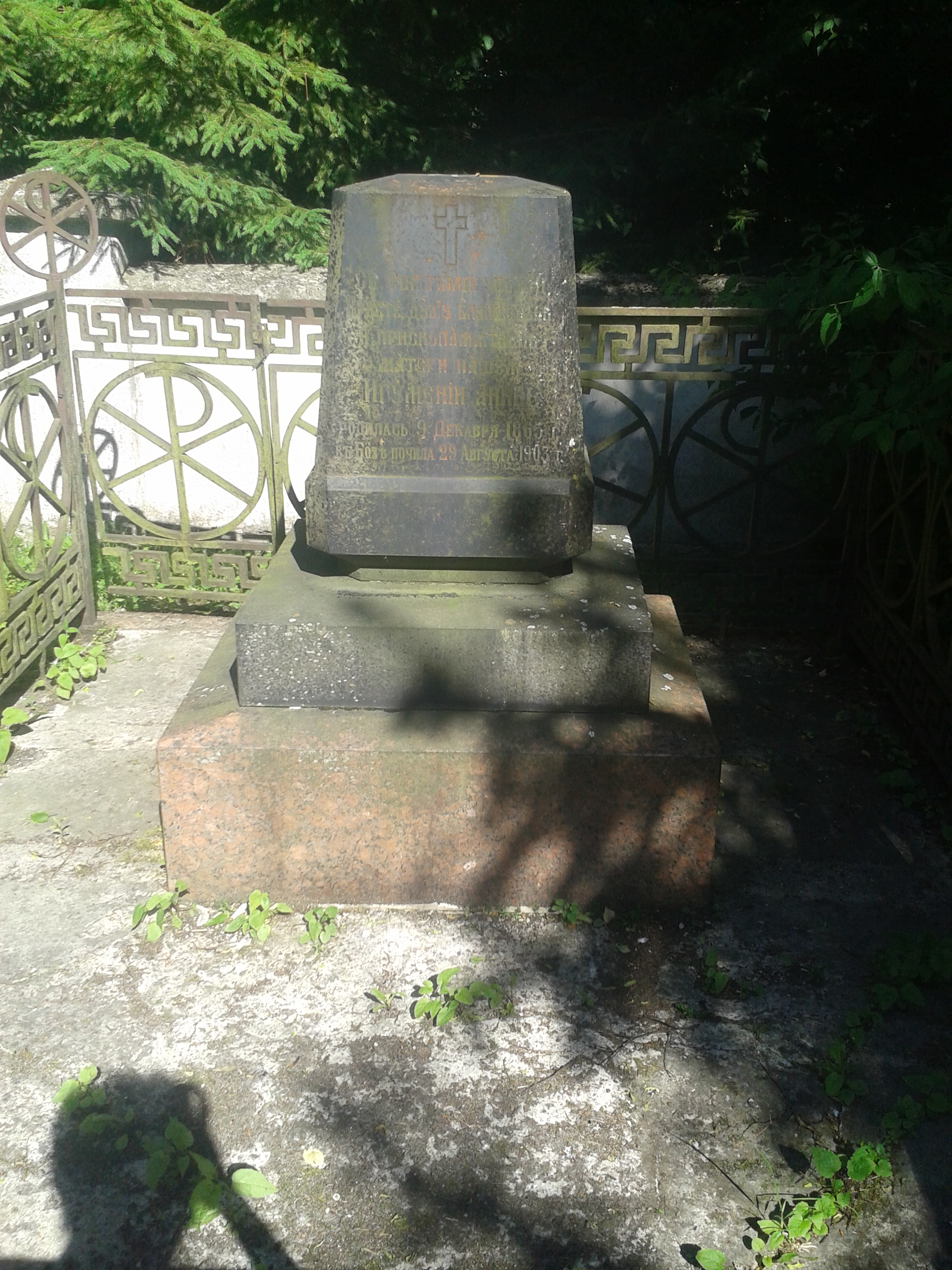
Пам'ятник
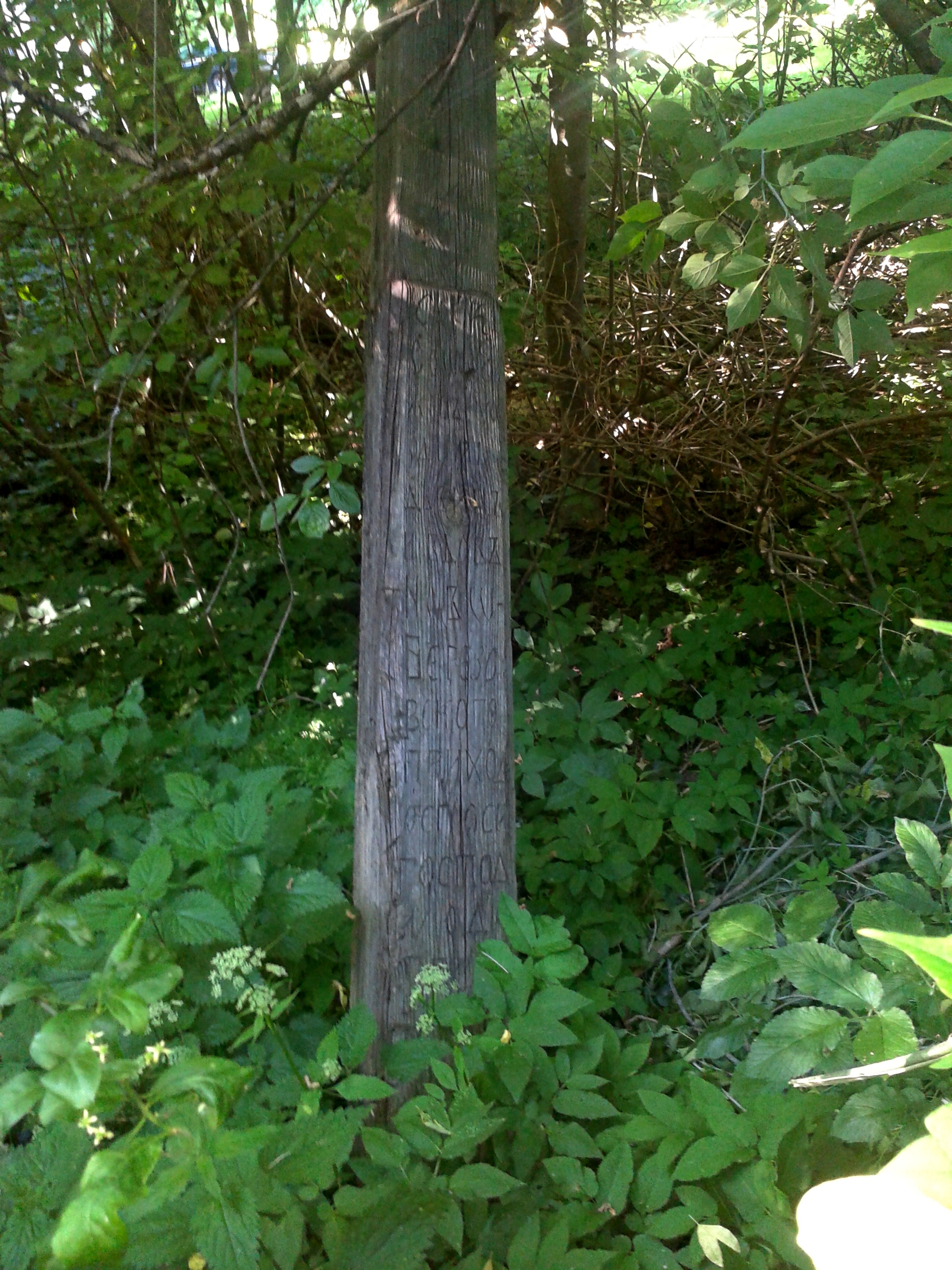
хрест
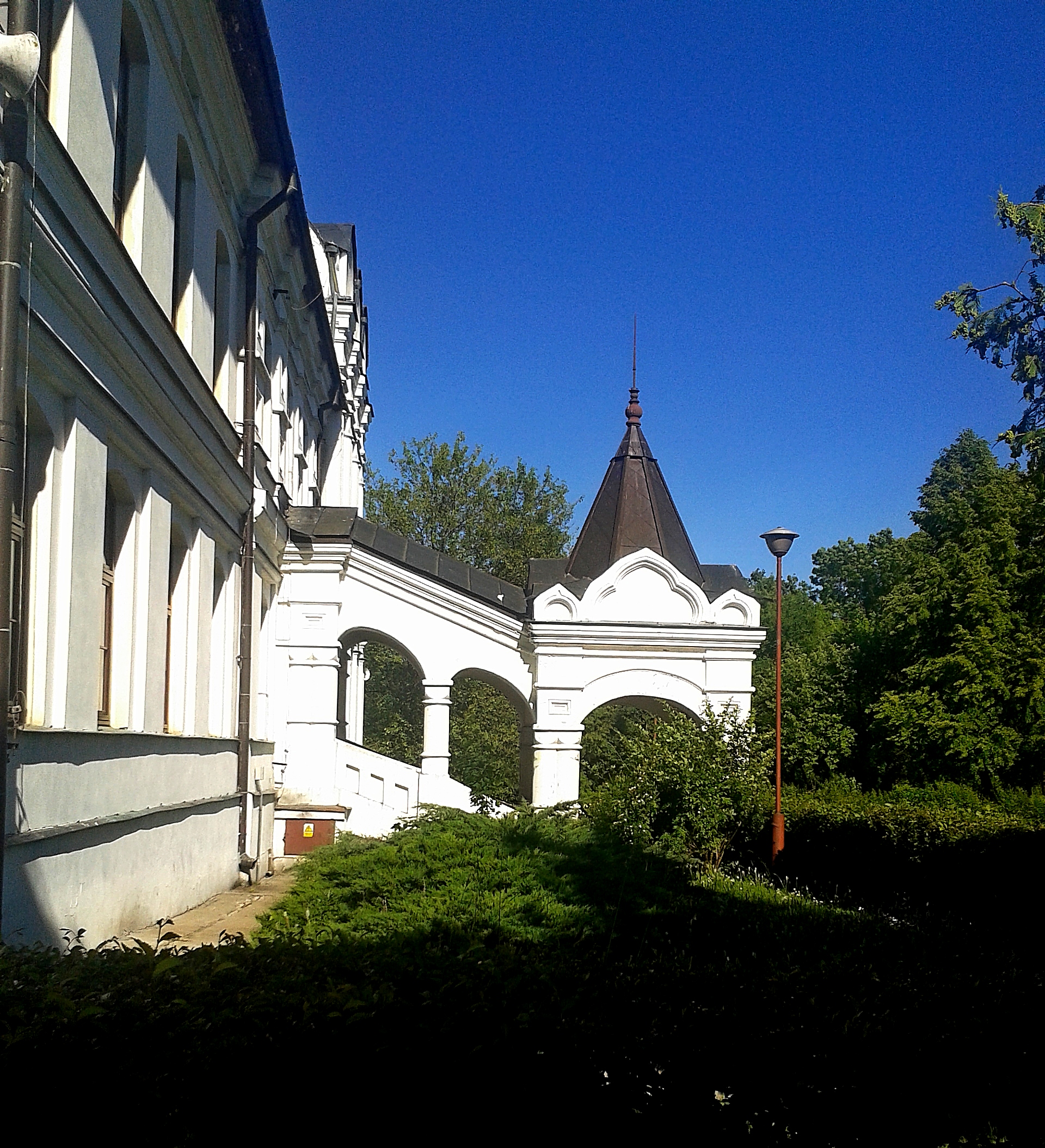
Монастир-(Ревіндикація)

## Історія
Ймовірно, території були населені русинами ще за часів Київської Русі. 

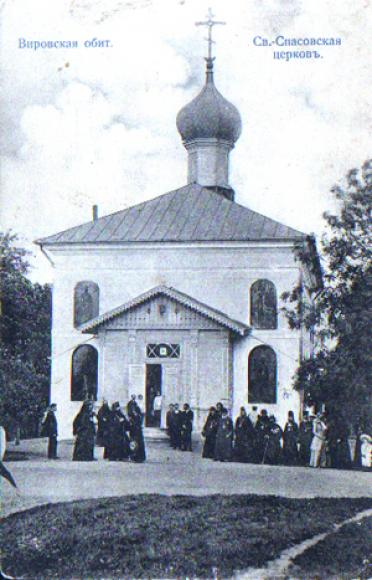
Православна церква святого Серафима Саровського, 1910 рік

1712 року вперше згадується церква в селі. Перед Першою світовою війною у селі існував жіночий православний монастир.
У 1975—1998 роках село належало до Седлецького воєводства.

## Населення
Демографічна структура станом на 31 березня 2011 року:
|          | Загалом | Допрацездатний вік | Працездатний вік | Постпрацездатний вік |
| -------- | ------- | ------------------ | ---------------- | -------------------- |
| Чоловіки | 140     | 19                 | 98               | 23                   |
| Жінки    | 179     | 18                 | 93               | 68                   |
| Разом    | 319     | 37                 | 191              | 91                   |